# 陶瀛孙
陶瀛孙（1909年9月—2003年5月19日），女，江苏无锡人，中国社会活动家，上海中学教师。

## 生平
1909年9月父母留学日本期间出生于东京。曾在日本小学学习，回国后在无锡竞志女中及上海立达学园学习。1930年9月至1934年6月，在清华大学理学院地学系学习。1930年10月经张甲洲介绍加入中国共产党。曾任世界语学会负责人、朝曦社总务。1932年后，在北平市区办民校宣传抗日，后调往保定任特委秘书。1932年9月调至北平市委任秘书，并负责领导北平妇女抗日救国会工作。1934年6月，到上海参加江苏省委工作，协助编辑《少年真理报》，后因感染肺结核与党组织失去联系。1953年起，在上海市上海中学任教，担任班主任，1970年退休。2003年5月19日在上海逝世，终年93岁。

## 家庭
- 父亲：陶廷枋（1872年－1941年）
- 三哥：陶晶孙（1897年－1952年）[4]
- 妹妹：陶凯孙，被康生秘密处决。